# Dragon Force II
Dragon Force II est un jeu vidéo développé et édité par Sega, mêlant deux genres : la stratégie en temps réel et le jeu de rôle tactique. Sorti sur Saturn le 2 avril 1998 uniquement au Japon. Il reprend les bases du système de jeu du premier épisode, Dragon Force, en les améliorant.

## Accueil
| Dragon Force II |      |       |
| Média           | Pays | Notes |
| GameSpot        | US   | 79 %  |
| Joypad          | FR   | 7/10  |